# Drottning Karneval
Drottning Karneval (tyska: Die Faschingsfee) är en operett i tre akter med musik av Emmerich Kálmán och med libretto av Alfred Maria Willner och Rudolf Österreicher. Den hade premiär den 21 september 1917 på Johann Strauß-Theater i Wien.

## Historia
1915 komponerade Kálmán operetten Zsuzsi kisasszony (Fröken Susi) med ungerskt libretto av Martos och M. Bródy. Den hade premiär i Budapest den 23 februari 1915. Året därpå gick den upp på Broadway i New York med titeln Miss Springtime. Med ett tyskt libretto av Alfred Maria Willner och Rudolf Österreicher hade en omarbetad version premiär som Die Faschingsfee i Wien. Ytterligare en reviderad version gjordes för Berlin med en större roll för huvudpersonen och det är Berlinversionen som spelas numera. Andra titlar är Fräulein Susi och Fräulein Frühling.

### Svenska uppsättningar
Teatermannen Albert Ranft satte upp operetten på Oscarsteatern i Stockholm med titeln Drottning Karneval. Den hade premiär den 15 november 1919 i regi av Carl Barcklind.

## Personer iZsuzsi kisasszony
| Roller    | Röststämma | Premiärbesättning 27 februari 1915 (Dirigent: -) |
| --------- | ---------- | ------------------------------------------------ |
| Zsuzsi    | sopran     | Mizzi Günther                                    |
| Falsetti  | tenor      | Emil Guttmann                                    |
| Péterfy   | tenor      | Karl Bachmann                                    |
| Dinye     | tenor      | Oscar Sabo                                       |
| Lauffen   | tenor      |                                                  |
| Szerafina | sopran     | Mizzi Delorm                                     |

## Personer iDie Faschingsfee
| Roller                 | Röststämma | Premiärbesättning 21 september 1917 (Dirigent: -) |
| ---------------------- | ---------- | ------------------------------------------------- |
| Alexandra Maria        | sopran     | Mizzi Günther                                     |
| Hubert von Mützelburg  | tenor      | Oscar Sabo                                        |
| Lori Aschenbrenner     | sopran     | Mizzi Delorm                                      |
| Ottokar von Grevlingen | baryton    |                                                   |
| Viktor Ronai           | tenor      | Karl Bachmann                                     |

## Handling
Handlingen i Zsuzsi kisasszony rör sig kring Zsuzsi, en småstadsflicka som rymmer till Budapest med Falsetti, en berömd tenor. Men hon återvänder, lite klokare, till sin hemby och till Péterfy, hennes barndoms käresta.
Handlingen i Die Faschingsfee rör sig kring artisten Victor som när han försvarar en okänd dams heder (prinsessan Alexandra Maria) råkar förolämpa sin arbetsgivare och förlorar sin anställning. Till slut ordnar allt upp sig.